# 岩井半四郎 (6代目)
六代目 岩井半四郎（ろくだいめ いわい はんしろう、寛政10年〈1798年〉 - 天保7年4月8日〈1836年5月22日〉）とは、江戸時代後期の歌舞伎役者。屋号は大和屋、俳名は袖歌・梅我。

## 来歴
名優五代目岩井半四郎の子。はじめ岩井久次郎と称し、子役として舞台に出る。文化9年（1812年）11月に父の前名二代目岩井粂三郎を襲名。文政12年（1829年）3月、火事で江戸三座が消失したことにより旅回りに出て、翌年まで京や大坂などの舞台を勤めた。その後江戸に戻り、天保3年（1832年）11月に六代目岩井半四郎を襲名する。女形として先代である父の芸を受け継ぎ、人気を博したが、天保7年2月森田座に出演中、病により途中で休演し同年4月に没す。享年39。戒名は深窓院梅我日鮮信士。死後、半四郎の名跡は弟の初代岩井紫若が七代目として継いでいる。